# Wilhelm Tomaschek

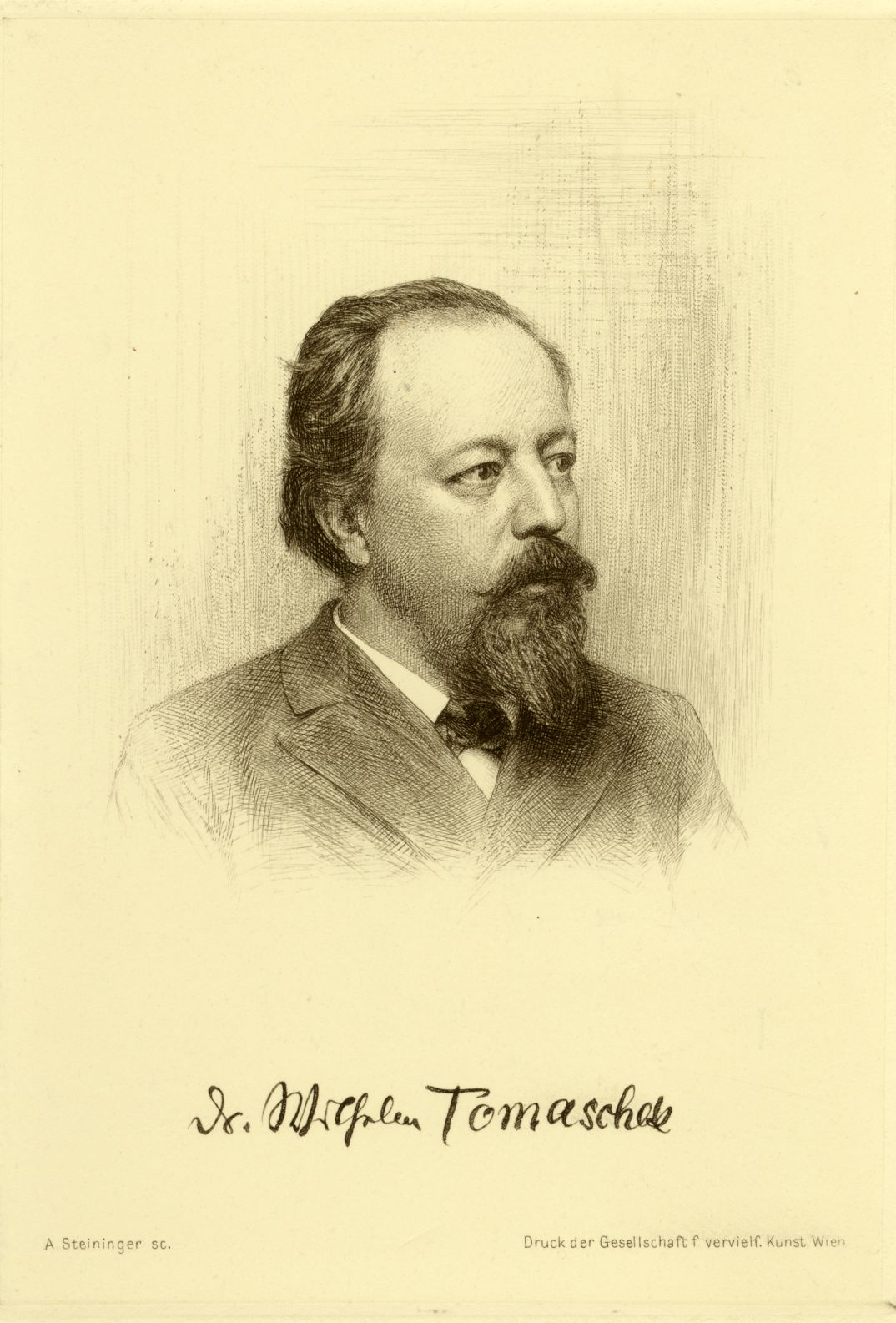
Wilhelm Tomaschek

Wilhelm Tomaschek, Tsjechisch: Vilém Tomášek, (Olomouc, 26 mei 1841 – Wenen, 9 september 1901) was een Oostenrijkse geograaf en oriëntalist van Tsjechische komaf.
Tomaschek was van 1877 tot 1885 hoogleraar aan de Universiteit van Graz, daarna aan de Universiteit van Wenen. Zijn wetenschappelijke arbeid was gericht op de historische geografie van Zuidoost-Azië. Hij publiceerde ook over Centraal-Azië, Perzië en de Thraciërs.

## Werken
- Zentralasiatische Studien, 1877
- Zur historischen Topographie von Persien, 1883-1885
- Zur historischen Topographie von Kleinasien im Mittelalter, 1891
- Die Alten Thraker. Eine ethnologische Untersuchung, 1893-1894

- Bibsys: 90274938
- Bibliothèque nationale de France: cb12476161h (data)
- CiNii: DA13352678
- Gemeinsame Normdatei: 117404403
- International Standard Name Identifier: 0000 0000 8108 6221
- Library of Congress Control Number: n84128049
- Nationale Bibliotheek van Tsjechië: ola2002146329
- Nationale Bibliotheek van Israël: 987007279239805171
- Nationale Bibliotheek van Polen: a0000001144368
- Nationale en Universitaire bibliotheek Zagreb: 000097541
- Nederlandse Thesaurus van Auteursnamen: 072936703
- Réseau des bibliothèques de Suisse occidentale: 02-A012466374
- Système universitaire de documentation: 033957509
- Virtual International Authority File: 29633484
- WorldCat: E39PBJjXjpMGdtWB4pwkKwmPQq